# Atys riiseanus
Atys riiseanus är en snäckart som beskrevs av Morch 1875. Atys riiseanus ingår i släktet Atys och familjen Haminoeidae. Inga underarter finns listade i Catalogue of Life.